# Théorie formaliste du cinéma
 (mai 2024).
La mise en forme du texte ne suit pas les recommandations de Wikipédia : il faut le « wikifier ».
Les points d'amélioration suivants sont les cas les plus fréquents. Le détail des points à revoir est peut-être précisé sur la page de discussion.
- Les titres sont pré-formatés par le logiciel. Ils ne sont ni en capitales, ni en gras.
- Le texte ne doit pas être écrit en capitales (les noms de famille non plus), ni en gras, ni en italique, ni en « petit »…
- Le gras n'est utilisé que pour surligner le titre de l'article dans l'introduction, une seule fois.
- L'italique est rarement utilisé : mots en langue étrangère, titres d'œuvres, noms de bateaux, etc.
- Les citations ne sont pas en italique mais en corps de texte normal. Elles sont entourées par des guillemets français : « et ».
- Les listes à puces sont à éviter, des paragraphes rédigés étant largement préférés. Les tableaux sont à réserver à la présentation de données structurées (résultats, etc.).
- Les appels de note de bas de page (petits chiffres en exposant, introduits par l'outil «  Source ») sont à placer entre la fin de phrase et le point final[comme ça].
- Les liens internes (vers d'autres articles de Wikipédia) sont à choisir avec parcimonie. Créez des liens vers des articles approfondissant le sujet. Les termes génériques sans rapport avec le sujet sont à éviter, ainsi que les répétitions de liens vers un même terme.
- Les liens externes sont à placer uniquement dans une section « Liens externes », à la fin de l'article. Ces liens sont à choisir avec parcimonie suivant les règles définies. Si un lien sert de source à l'article, son insertion dans le texte est à faire par les notes de bas de page.
- La présentation des références doit suivre les conventions bibliographiques. Il est recommandé d'utiliser les modèles {{Ouvrage}}, {{Chapitre}}, {{Article}}, {{Lien web}} et/ou {{Bibliographie}}. Le mode d'édition visuel peut mettre en forme automatiquement les références.
- Insérer une infobox (cadre d'informations à droite) n'est pas obligatoire pour parachever la mise en page.

Pour une aide détaillée, merci de consulter Aide:Wikification.
Si vous pensez que ces points ont été résolus, vous pouvez retirer ce bandeau et améliorer la mise en forme d'un autre article.
 (mai 2024).
La théorie formaliste du cinéma est une approche de la théorie cinématographique qui se concentre sur les éléments formels ou techniques d'un film : c'est-à-dire, l'éclairage, la musique, le son et la conception des décors, l'utilisation de la couleur, la composition des plans et le montage. Cette approche a été proposée par Hugo Münsterberg, Rudolf Arnheim, Sergei Eisenstein et Béla Balázs. Aujourd'hui, la théorie formaliste du cinéma est une approche reconnue dans les études cinématographiques.
Noël Burch mentionne que l'origine de la "politique des auteurs" peut être retracée aux écrits de Louis Delluc ou Jean Epstein, qui étaient à la fois cinéastes et théoriciens du cinéma. Cependant, il identifie des antécédents en Allemagne avec les œuvres de Paul Wegener (1916) et de Robert Wiene (1922), et même avant eux, avec les textes promotionnels pour "L’Étudiant de Prague" (Stellan Rye et Paul Wegener, 1913). D'autres auteurs comme Paul Ernst, Konrad Lange ou Georg Lukacs sont également cités.
La question de l'évaluation d'un film est en réalité subordonnée à une interrogation plus fondamentale : qu'est-ce que le cinéma ? Il est intéressant de remarquer que les premières notions sur l'évaluation d'un film apparaissent implicitement, de manière secondaire, car la préoccupation centrale de ces textes n'est pas l'évaluation en elle-même, mais plutôt la définition du cinéma. La principale interrogation soulevée par les auteurs mentionnés n'est pas de déterminer ce que doit être l'évaluation d'un film, mais plutôt de développer des arguments affirmant la valeur du cinéma en tant qu'art.

## Aperçu
Le formalisme considère la synthèse des multiples éléments de la production cinématographique, ainsi que les effets, émotionnels et intellectuels, de cette synthèse et des éléments individuels. Par exemple, un formaliste examine le montage de continuité typique d'Hollywood pour voir comment il produit un effet rassurant, et comment, à l'inverse, un montage discontinu ou des coupes franches peuvent devenir déstabilisants. Un formaliste prend en compte la synthèse de plusieurs éléments, tels que le montage, la composition des plans et la musique. La fusillade qui termine la trilogie des westerns spaghetti de Sergio Leone est un exemple de la manière dont ces éléments travaillent ensemble pour produire un effet formaliste : la sélection des plans passe de très large à très proche et tendue ; la durée des plans diminue au fur et à mesure que la séquence avance vers sa fin ; la musique s'intensifie. Tous ces éléments, combinés plutôt qu'individuellement, créent de la tension. Le formalisme incorpore des branches idéologiques et auteuristes de la critique. Dans les deux cas, le dénominateur commun de la critique formaliste est le style. Les idéologues se concentrent sur la manière dont les pressions socio-économiques créent un style particulier, et les auteuristes sur la manière dont les auteurs impriment leur marque sur le matériel. Le formalisme se préoccupe du style et de la manière dont le film communique des idées, des émotions et des thèmes, plutôt que des thèmes de l'œuvre elle-même.

## Le formalisme dans les approches idéologiques
Les gens soutiennent qu'en utilisant une approche idéologique, le style ou le 'langage' de ces films est directement affecté par des pressions sociales, économiques et politiques. C'est cette branche de la critique qui nous fournit des catégories telles que le cinéma classique hollywoodien, le mouvement indépendant américain, le nouveau cinéma queer, ainsi que les nouvelles vagues française, allemande et tchèque. Deux exemples d'interprétations idéologiques liées au formalisme sont le cinéma classique hollywoodien et le film noir.

### Cinéma hollywoodien classique
Le cinéma classique hollywoodien(en) utilise un style appelé le mode de représentation institutionnel : montage de continuité, couverture massive, éclairage à trois points, musique d'ambiance et fondus. L'explication idéologique socio-économique de ce style implique le désir d'Hollywood de réaliser des profits monétaires et de plaire aux acheteurs de billets.

### Film noir
Le film noir, qui a été nommé ainsi par Nino Frank, se caractérise par des valeurs de production plus basses, des images plus sombres, un sous-éclairage, des tournages en extérieur et un nihilisme général : cela s'explique par le fait que, pendant et après la guerre, les cinéastes et les spectateurs avaient tendance à adopter une perspective pessimiste. De plus, les expressionnistes allemands ont immigré en Amérique et ont apporté avec eux leurs effets d'éclairage stylisés et leur désillusionnement dû à la guerre sur le sol américain.

## Formalisme dans la théorie de l'auteur
Alors que l'approche idéologique s'intéresse aux grands mouvements et aux effets du monde autour du cinéaste, la théorie de l'auteur célèbre l'individu et la manière dont ses décisions personnelles, ses pensées et son style se manifestent dans son œuvre. Cette branche de la critique, initiée par François Truffaut et les autres jeunes critiques de films écrivant pour les Cahiers du Cinéma, a été créée pour deux raisons. Premièrement, la théorie de l'auteur a été conçue pour redonner ses lettres de noblesse à l'art cinématographique lui-même. En arguant que les films avaient des auteurs, Truffaut cherchait à faire reconnaître les films et leurs réalisateurs comme des formes d'art à part entière, au même titre que la littérature, la musique et la peinture. Chacune de ces formes d'art est concernée par une force créative unique : l'auteur d'un roman, le compositeur d'une œuvre musicale ou le peintre d'une fresque. En élevant le réalisateur, et non le scénariste, au même rang que les romanciers, les compositeurs ou les peintres, la théorie de l'auteur permet de libérer le cinéma de sa réputation de forme d'art inférieure.
Deuxièmement, la théorie de l'auteur visait à réhabiliter les cinéastes méprisés par les critiques de cinéma traditionnels. Cette théorie soutient que les cinéastes de genre et les films à petit budget sont tout aussi importants que les films de prestige bénéficiant de plus de presse et de légitimité dans des pays comme la France et les États-Unis. Selon la théorie de Truffaut, les auteurs prennent un matériau malléable tel qu'un thriller, un film d'action pulp ou une romance et, grâce à leur style, personnalisent ces œuvres.
Ainsi, le formalisme explore ce style d'auteur.
Un excellent exemple de critique cinématographique formaliste est l'œuvre d'Alfred Hitchcock. Hitchcock, qui réalisait principalement des thrillers, était populaire auprès du public mais souvent rejeté par les critiques et les récompenses cinématographiques, bien que son film "Rebecca" ait remporté l'Oscar du meilleur film en 1940. Bien qu'il n'ait jamais remporté l'Oscar du meilleur réalisateur, il a été nommé cinq fois pour ce prix. Truffaut et ses collègues affirmaient qu'Hitchcock avait un style aussi distinct que celui de Flaubert ou de Van Gogh, avec un montage virtuose, des mouvements de caméra lyriques, et un humour piquant. Truffaut identifiait certains thèmes comme "hitchcockiens" : l'homme à tort accusé, la violence surgissant au moment le moins attendu, la blonde "froide". Aujourd'hui, Hitchcock est largement reconnu, ses films sont analysés en détail et son travail est célébré comme celui d'un maître. L'étude de ce style, ses variations et ses thèmes obsessionnels se fait précisément dans le cadre de la théorie formaliste du cinéma.

## Voir également
- Clément Greenberg
- Clive Bell
- Formalisme (art)
- Spécificité moyenne
- Néoformalisme (théorie du cinéma)
- Formalisme russe
- Théorie du cinéma structuraliste